# ریچل ویلسون
ریچل ویلسون (انگلیسی: Rachel Wilson؛ زادهٔ ۱۲ مهٔ ۱۹۷۷) یک هنرپیشه اهل کانادا است.
از کارهای معروف او می‌توان به بازی در معما، آلاسکا و از پشت خنجر زدن برای تازه‌کارها اشاره کرد.